# Bruno Petković
Bruno Petković (Metković, 16 september 1994) is een Kroatisch voetballer die doorgaans als aanvaller speelt. Hij verruilde Bologna FC in januari 2019 voor Dinamo Zagreb, dat hem in het voorgaande halfjaar al huurde. Petković debuteerde in 2019 in het Kroatisch voetbalelftal.

## Clubcarrière
Petković speelde in de jeugd bij ONK Metković, NK Neretva, Dinamo Zagreb, NK Zagreb, NK HAŠK, Dragovoljac Zagreb en Catania. Op 27 augustus 2012 werd hij officieel getransfereerd naar het Italiaanse Catania. Op 27 januari 2013 zat hij voor het eerst op de bank in de competitiewedstrijd tegen ACF Fiorentina. Op 19 mei 2013 debuteerde hij in de Serie A op de laatste speeldag van het seizoen 2012/13 tegen Torino. Voor aanvang van het seizoen 2013/14 werd hij definitief bij het eerste elftal gehaald. De Kroaat werd vervolgens uitgeleend aan AS Varese 1910. In januari 2015 werd hij verhuurd aan AC Reggiana 1919. In de zomer van datzelfde jaar werd Petković opnieuw elders gestald; nu nam Virtus Entella de aanvaller over.

## Clubstatistieken
| Seizoen | Club               | Competitie | Wed. | Doelp. |
| ------- | ------------------ | ---------- | ---- | ------ |
| 2012/13 | Catania            | Serie A    | 1    | 0      |
| 2013/14 | Catania            | Serie A    | 4    | 0      |
| 2014/15 | → AS Varese 1910   | Serie B    | 8    | 1      |
| 2014/15 | → AC Reggiana 1919 | Serie C    | 18   | 4      |
| 2015/16 | → Virtus Entella   | Serie B    | 13   | 1      |
| 2015/16 | → Trapani Calcio   | Serie B    | 18   | 7      |
| 2016/17 | Trapani Calcio     | Serie B    | 17   | 3      |
| 2016/17 | Bologna FC         | Serie A    | 12   | 0      |
| 2017/18 | Bologna FC         | Serie A    | 9    | 0      |
| 2017/18 | → Hellas Verona    | Serie A    | 16   | 0      |
| 2018/19 | → Dinamo Zagreb    | 1. HNL     | 14   | 6      |
| 2018/19 | Dinamo Zagreb      | 1. HNL     | 15   | 3      |
| 2019/20 | Dinamo Zagreb      | 1. HNL     | 25   | 7      |
| 2020/21 | Dinamo Zagreb      | 1. HNL     | 8    | 2      |
| Totaal  | Totaal             | Totaal     | 178  | 34     |

## Interlandcarrière
Petković debuteerde op 13 augustus 2013 in Kroatië –21 in een EK-kwalificatiewedstrijd tegen Liechtenstein –21. Hij maakte het derde doelpunt in de 0–5 overwinning in het Rheinparkstadion in Vaduz. Petković maakte op 21 maart 2019 zijn debuut in het Kroatisch voetbalelftal, in een met 2–1 gewonnen EK-kwalificatiewedstrijd tegen Azerbeidzjan. Zijn eerste interlanddoelpunt volgde op 11 juni 2019. Hij schoot Kroatië toen op 1–1 in een met 1–2 verloren oefeninterland tegen Tunesië. Hij werd op 20 mei 2024 door Zlatko Dalić opgenomen in de Kroatische selectie voor het EK 2024 in Duitsland. Kroatië werd in de groepsfase uitgeschakeld na een nederlaag tegen Spanje (3–0) en gelijke spelen tegen Albanië (2–2) en Italië (1–1). Petković kwam in actie tegen Spanje en Albanië.
1 Zagorac ·
2 Moharrami ·
3 Ogiwara ·
4 Torrente ·
5 Ademi  ·
6 Bernauer ·
7 Stojković ·
8 Kačavenda ·
9 Petković ·
10 Baturina ·
11 Hoxha ·
13 Mmaee ·
14 Oliveras ·
17 Kulenović ·
18 Pierre-Gabriel ·
19 Córdoba ·
20 Pjaca ·
21 Mbuku ·
22 Ristovski ·
23 Filipović ·
25 Sučić ·
27 Mišić ·
28 Théophile-Catherine ·
30 Rog · 
33 Nevistić ·
35 Mikić ·
39 Perković ·
55 Perić ·
77 Špikić ·
Coach: Bjelica
· Assistent-coach: Bule
1 Livaković ·
2 Vrsaljko ·
3 Barišić ·
4 Perišić ·
5 Ćaleta-Car ·
6 Lovren ·
7 Brekalo ·
8 Kovačić ·
9 Kramarić ·
10 Modrić  ·
11 Brozović ·
12 L. Kalinić ·
13 Vlašić ·
14 Budimir ·
15 Pašalić ·
16 Škorić ·
17 Rebić ·
18 Oršić ·
19 Badelj ·
20 Petković ·
21 Vida ·
22 Juranović ·
23 Sluga ·
24 Bradarić ·
25 Gvardiol ·
26 Ivanušec ·
Coach: Dalić
1 Livaković ·
2 Stanišić ·
3 Barišić ·
4 Perišić ·
5 Erlić ·
6 Lovren ·
7 Majer ·
8 Kovačić ·
9 Kramarić ·
10 Modrić  ·
11 Brozović ·
12 Grbić ·
13 Vlašić ·
14 Livaja ·
15 Pašalić ·
16 Petković ·
17 Budimir ·
18 Oršić ·
19 Sosa ·
20 Gvardiol ·
21 Vida ·
22 Juranović ·
23 Ivušić ·
24 Šutalo ·
25 Sučić ·
26 Jakić ·
Coach: Dalić
1 Livaković ·
2 Stanišić ·
3 Pongračić ·
4 Gvardiol ·
5 Erlić ·
6 Šutalo ·
7 Majer ·
8 Kovačić ·
9 Kramarić ·
10 Modrić  ·
11 Brozović ·
12 Labrović ·
13 Vlašić ·
14 Perišić ·
15 Mario Pašalić ·
16 Budimir ·
17 Petković ·
18 Ivanušec ·
19 Sosa ·
20 Pjaca ·
21 Vida ·
22 Juranović ·
23 Ivušić ·
24 Marco Pašalić ·
25 Sučić ·
26 Baturina ·
Coach: Dalić